# La Jumellière

La Jumellière este o comună în departamentul Maine-et-Loire, Franța. În 2009 avea o populație de 1,358 de locuitori.